# Batalla de Svolder
La batalla de Svolder (Svold, Swold) es va lliurar el setembre de l'any 999 o 1000 en algun indret a l'oest del mar Bàltic i va enfrontar el rei Olaf I de Noruega i una aliança dels seus enemics, principalment Dinamarca i Suècia. El rerefons de la batalla fou la unificació de Noruega en un únic Estat, els continus esforços danesos per obtenir el control del país i l'expansió del cristianisme per Escandinàvia.
El rei Olaf tornava a Noruega després d'una expedició a Wendland (Pomerània), quan va caure en una emboscada que li havien preparat Svend I de Dinamarca, Olaf de Suècia i Eirik Håkonsson, Jarl de Lade. L'estol d'Olaf estava format per onze naus de guerra, però s'enfrontaven contra no menys de setanta. Les seves naus foren capturades una rere l'altra fins que només va quedar la nau reial, la Ormen hin Lange, que va ser capturada per Eirik Håkonsson mentre Olaf es llançava al mar. Derrotada, Noruega va passar a ser dominada pels Jarls de Lade com un feu de Dinamarca i Suècia.
Les fonts més detallades sobre la batalla són les sagues reials, escrites aproximadament dos segles després d'aquesta. Són, per tant, poc fidedignes des del punt de vista històric, però narren la batalla amb molts detalls. Segons les sagues, la causa de la batalla fou la fallida proposició de matrimoni d'Olaf I de Noruega a Sígrid l'Altiva i el seu posterior casament amb Thyri, germana de Svend I de Dinamarca.

## Rerefons
Originalment, Noruega estava dividida en diversos petits regnes, sovint enfrontats entre ells, amb una feble autoritat central. No va ser fins que Harald I de Noruega va pujar al tron durant el segle IX que no es va iniciar el procés d'unificació del país i la consolidació del poder reial. Els descendents de Harald van haver de competir contra els líders regionals, com els Jarls de Lade en el nord i els reis de Vingulmark a l'est, mentre que els reis de Dinamarca reivindicaven les regions del sud i es mostraven ansiosos per a aconseguir els vassalls noruecs per incrementar la seva influència. L'expansió del cristianisme també va prendre un caire polític, especialment a finals del segle x.

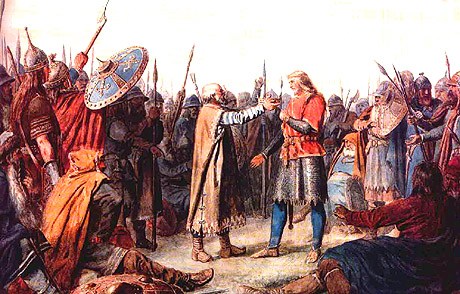
Olaf I va ser proclamat rei el 995 i aviat va intentar convertir Noruega al cristianisme per tots els mitjans possibles.

Al voltant del 970, Håkon Sigurdsson, Jarl de Lade, era l'home amb més poder de Noruega, inicialment recolzat pel rei de Dinamarca Harald Blåtand, a qui pagava un tribut, però amb qui va acabar enfrontat per qüestions religioses. Harald s'havia convertit al cristianisme, mentre que Håkon continuava sent pagà. El 995, Håkon va ser deposat i Olaf Tryggvason, un jove líder cristià, es feia amb el tron.
Encara que rebutjava l'autoritat danesa, Olaf va fer seva la missió de convertir Noruega i les seves colònies al cristianisme el més aviat possible, fet que va aconseguir mitjançant amenaces, tortures i execucions. La resistència pagana fou vençuda i Noruega va passar a ser un país cristià, però el rei es va guanyar molts enemics degut als seus mètodes. Entre aquests adversaris polítics, destacaven el Jarl Eirik Håkonsson, fill del Jarl Håkon, i Svend I de Dinamarca: ambdós creien que Olaf els havia desposseït dels seus dominis noruecs.

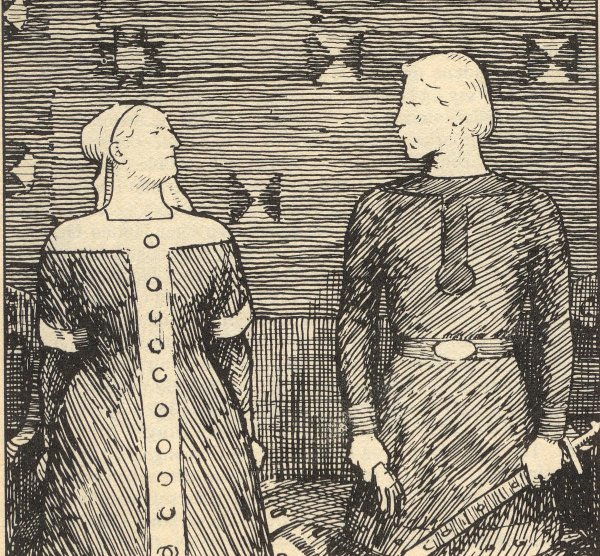
Olaf I de Noruega demanant matrimoni a Sigrid l'Altiva, sota la condició que es convertís al cristianisme. Quan ella el va rebutjar, Olaf la va colpejar amb un guant i ella va reaccionar amenaçant-lo de mort.

A més de les qüestions religioses, diversos poetes i autors contemporanis assenyalen l'existència d'enveges i rancúnies familiars com rerefons de la batalla. Adam de Bremen comenta que fou l'esposa danesa d'Olaf I de Noruega, Thyra, qui el va instigar a declarar la guerra. Curiosament, Thyra era germana de Svend I de Dinamarca. Quan Olaf s'hi va casar, Svend es va negar a pagar la dot que havia promès. Enfurismat, Olaf va organitzar una expedició per atacar Dinamarca, però no es va esperar a reunir una flota conjunta de tota Noruega i va salpar només amb onze naus, confiant que durant la travessia en reuniria més. Quan es va adonar que estava sol, es va dirigir cap a Wendland (Pomerània) per buscar aliats, però en el camí va caure en una emboscada.

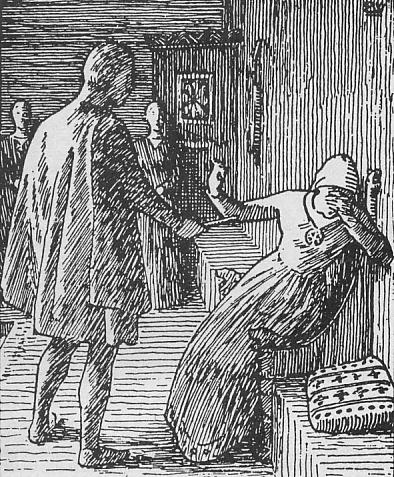
Olaf ofereix Thyra un tall d'angelica. Ella plora i li recrimina que no s'enfronti a Svend I de Dinamarca per recuperar la seva dot.

Altres autors com Oddr Snorrason, narren que abans de casar-se amb Olaf, Thyra estava casada amb Borislav de Wèndia, però ella no el desitjava com espòs i va deixar de menjar fins que fou enviada de nou a casa. Llavors va oferir-se a Olaf, per gran disgust del seu germà Svend i la reina Sigrid, aferrissada opositora d'Olaf. Instigat per Sigrid, Svend es va aliar amb el jarl Sigvaldi Strut-Haraldsson, cap dels jomsvikings i amb Olaf de Suècia per preparar una emboscada contra Olaf I de Noruega quan aquest arribés per recollir la dot de Thyri. Un cop a Dinamarca, Olaf va sentir rumors dels plans dels seus enemics, però Sigvaldi li va assegurar que eren falsos. Olaf el va creure i va enviar la seva flota cap a casa, quedant-se només amb onze naus, que foren les que van caure a Svolder. Anotacions en l'Heimskringla suggereixen que els Jomsviking fins i tot van navegar al costat d'Olaf fins al punt de l'emboscada, on el van trair i abandonar.

## L'estol d'Olaf
Les fonts nòrdiques coincideixen en establir el nombre de naus d'Olaf durant la batalla en només onze, tres de les quals estan descrites en la saga Heimskringla:
La Grua era una nau de guerra prou gran com per tenir trenta bancs de remers, alta a la proa i a la popa. Fou encarregada pel mateix Olaf i emprada com nau de guerra durant un cert període.
La "Serp", que Olaf va confiscar a un pagà a qui va torturar fins a la mort per rebutjar el cristianisme. «era una nau més llarga i bella que la Grua. A la proa tenia un cap de drac i a la popa un bàcul en forma de cua; els dos costats del màstil i la popa eren daurats. El rei l'anomenà Serp perquè quan hissaba la vela semblava l'ala d'un drac. Aquella era la nau més bella de tota Noruega.»

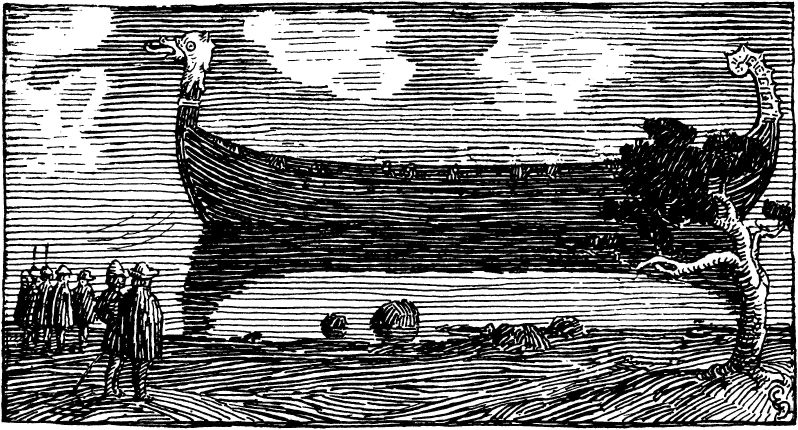
La Serp Llarga (Omen Lange) «la millor nau mai construïda a Noruega, així com la més costosa».

La tercera nau d'Olaf, la Ormen hin Lange o Serp Llarga era una embarcació llegendària mencionada en diverses anècdotes de les sagues.

## Batalla

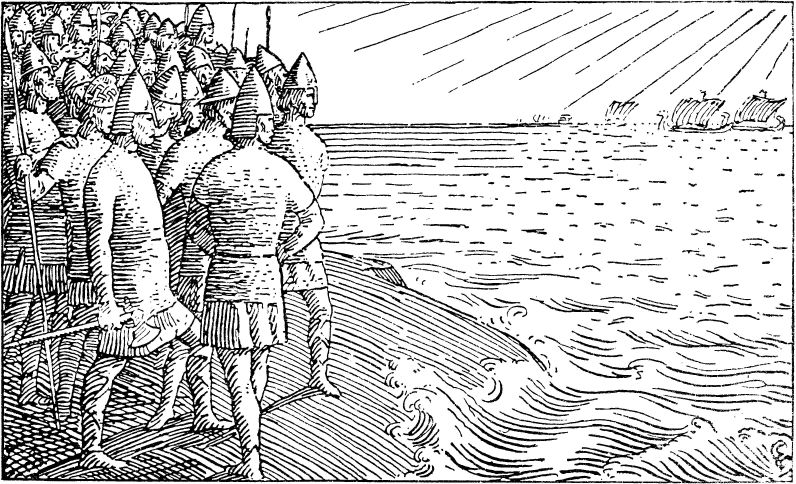
Al situar-se a l'illa de Svolder, els líders aliats van tenir la possibilitat d'avaluar la flota d'Olaf mentre passava.

L'estol d'Olaf I navegava en una columna llarga i desordenada, perquè no s'esperaven cap atac. El Jarl Eirik i els seus dos aliats, Svend I i Olaf de Suècia estudiaven la flota, intentant localitzar el Serp Llarga per iniciar l'atac. Olaf I va veure l'enemic observant-lo i podria haver emprat les veles i rems per sobrepassar el punt de l'emboscada, però va decidir, temeràriament, presentar batalla. «Les cabres del bosc no ens superaran, perquè els danesos tenen el coratge de les cabres. No temem l'oponent perquè els danesos mai aconseguiran la victòria lluitant a la mar.» Així mateix, Olaf va subestimar els suecs, fent referència a les seves costums paganes:
| « | Els suecs passarien una estona més senzilla i més agradable llepant les seves tasses de sacrifici que embarcant en la Serp Llarga davant les nostres armes i obtenint èxit en destruir les nostres naus. Confio que no tinguem por d'aquests menja cavalls. | » |

Però quan va veure l'estol d'en Eirik Håkonsson es va adonar que estava a les portes d'una difícil batalla perquè «aquests són noruecs com nosaltres».

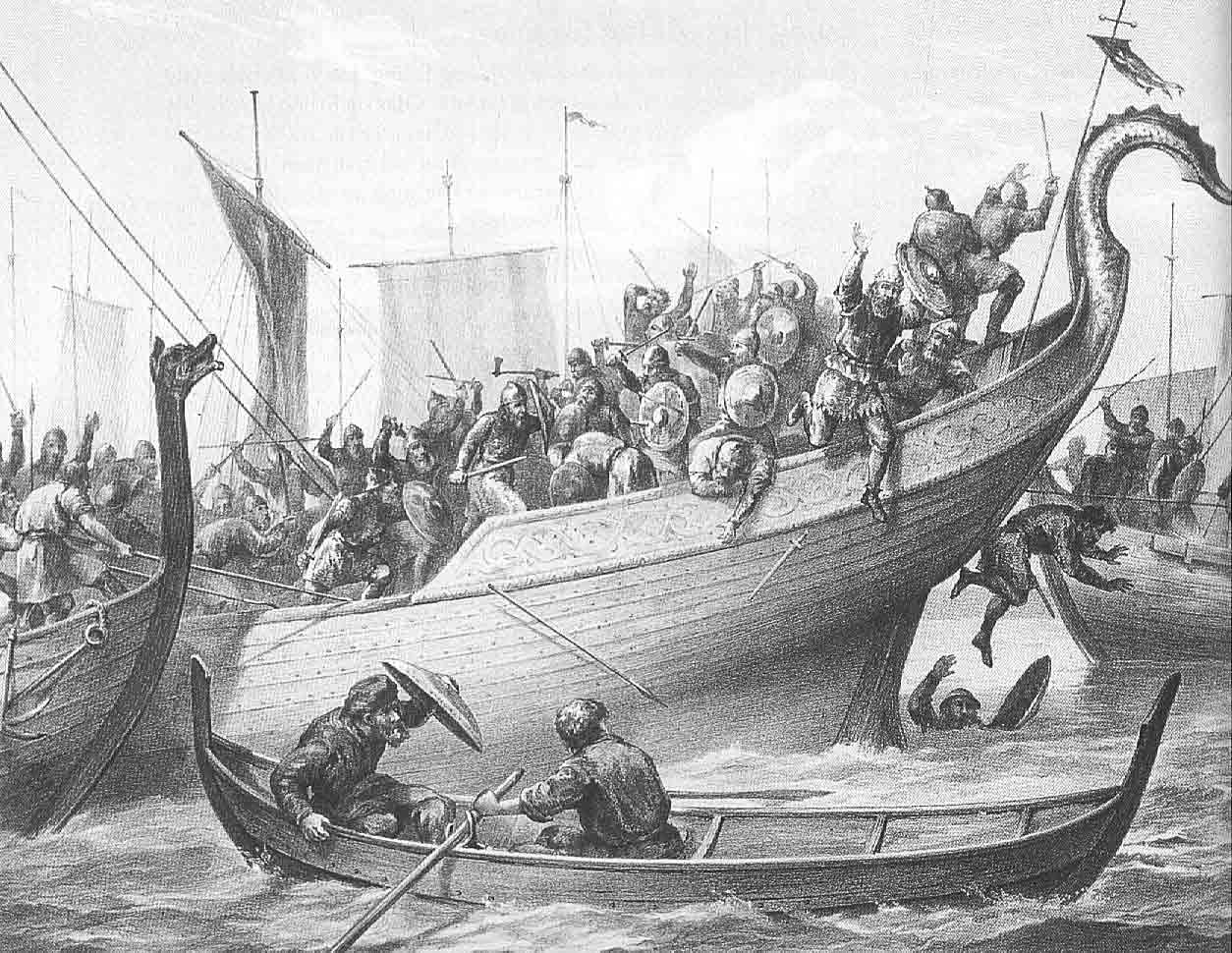
La batalla de Svolder, obra de Peter Nicolai Arbo.

Olaf va posicionar les seves naus de costat a costat, amb la Ormen Lange al bell mig de la línia, ja que era la nau més gran i més alta i permetia que els seus defensors disparessin des de dalt. Així, les onze naus es van convertir en una fortalesa flotant, limitant la capacitat de l'enemic en fer valer la seva superioritat numèrica.
Danesos i suecs es van precipitar contra l'estol d'Olaf, però foren rebutjats amb grans pèrdues de vides i naus. Mentrestant, el Jarl Eirik va atacar pel costat, llençant la seva nau Ariet de Ferro contra la darrera nau d'Olaf. Capturada aquesta, es va llençar contra la següent, de manera que Olaf va anar perdent les seves naus fins que només va quedar la Ormen Lange.

## Einar Tambarskjelve

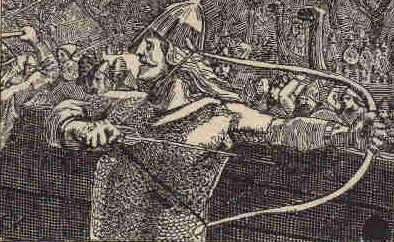
Einar Tambarskjelve provant l'arc del rei però trobant-lo massa feble.

Un dels episodis més coneguts de la batalla narra com un arquer del rei Olaf, de nom Einar Tambarskjelve, va intentar matar el Jarl Eirik . L'Heimskringla descriu així els fets:
| « | Einar va llençar una fletxa al Jarl Eirik i aquesta es va clavar en el timó, una mica més amunt del cap del Jarl. El Jarl va mirar en aquella direcció i va preguntar als seus homes si sabien qui havia disparat la fletxa, quan un segon projectil va volar entre les seves mans i el seu costat. El Jarl va ordenar a un home de nom Fin — o potser de raça Fin (lapó) i excel·lent arquer—, «dispara contra aquell home alt en el màstil». Fin va disparar i la fletxa es va clavar al bell mig de l'arc d'Einar, partint-lo en dos. -«¿Què és això que es trenca amb aquest soroll?», va cridar el rei Olaf. -«Noruega, rei, d'entre les teves mans», va cridar Einar. -«No! Això no passarà!», va dir el rei; «pren el meu arc i dispara», donant-li el seu arc. Einar va prendre l'arc i va preparar la fletxa. «Massa feble, massa feble», va dir, «per ser l'arc d'un poderós rei!» i dit això, es va desfer de l'arc i prenent el seu escut i la seva espasa va lluitar amb coratge. | » |

## La mort d'Olaf I

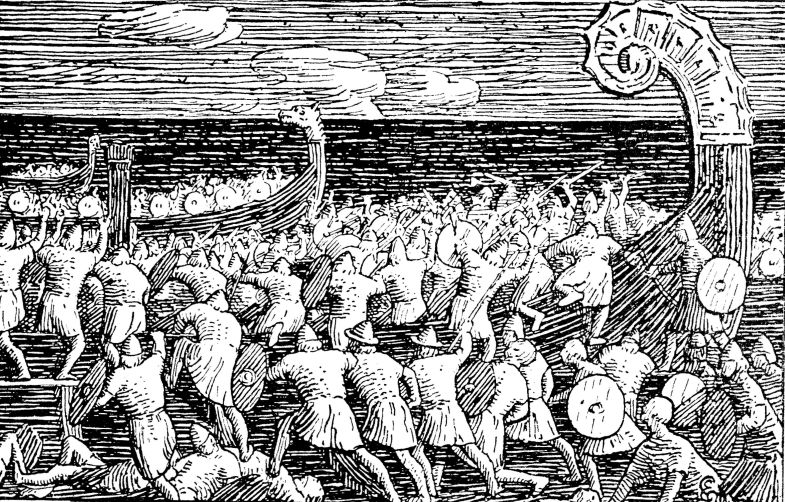
Eirik i els seus homes embarcant en la Ormen Lange en l'episodi final de la batalla.

Finalment, la tripulació de la Ormen Lange fou dominada i Olaf I derrotat. Segons les fonts daneses, en veure que tot estava perdut, el rei es va suïcidar llençant-se mar, «un final adequat per la seva vida», segons Adam de Bremen. Les versions noruegues i islandeses són més favorables al rei i algunes suggereixen que fins i tot va escapar amb vida.

## Fets posteriors

Divisió de Noruega després de la batalla de Svolder, segons Heimskringla.
Dominis de Eirik Håkonsson, feu de Svend I de Dinamarca.
Dominis de Svein Håkonsson, germanastre d'Eirik, feu d'Olaf de Suècia.
Dominis de Svend I.

Els aliats, un cop assolida la victòria, es van dividir Noruega en tres parts. Olaf de Suècia va rebre quatre districtes: Trondheim, Møre og Romsdal, Regne de Romsdal i Regne de Ranrike. Olaf va donar aquestes terres al seu gendre i vassall el Jarl Sveinn Hákonarson. Svend I va obtenir el Regne de Viken, on hi havia forta presència danesa, i la resta de Noruega va quedar sota control de Eirik Håkonsson com vassall de Svein.
Els Jarls Eirik i Svein van demostrar ser uns líders forts i competents i els seus regnats foren pròspers. Es convertiren al cristianisme, però van permetre la llibertat religiosa del poble, refrenant d'alguna manera la ràpida expansió del cristianisme recolzada per Olaf I.